# Cholomyzon palpiferum
Cholomyzon palpiferum is een eenoogkreeftjessoort uit de familie van de Coralliomyzontidae. De wetenschappelijke naam van de soort is voor het eerst geldig gepubliceerd in 1969 door Stock & Humes.